# Кинугаса, Тэйноскэ
Тэйноскэ́ Кинугаса́ (яп. 衣笠貞之助 Кинугаса́ Тэйносукэ́,  1 января 1896, Камэяма, префектура Миэ, Япония — 26 февраля 1982, Киото) — японский кинорежиссёр.
Был исполнителем женских ролей (оннагата) в театре; с 1917 года снимался как актёр в кино, с 1922 сам занимался постановкой фильмов. За свою жизнь Кинугаса поставил более ста картин. Он один из пионеров японского кинематографа и один из известнейших японских режиссёров немого кино. Стал первым режиссёром из Японии, чей фильм — «Перекрёсток» Jujiro (1928) — вышел в прокат в Европе.
В 1950-е и 1960-е поставил несколько фильмов-драм. Лента «Врата ада» была удостоена «Гран-при» (главного приза) Каннского кинофестиваля (последний фестиваль перед появлением приза «Золотая пальмовая ветвь»), приза Локарнского МКФ и «Оскара». Кинугаса стал первым режиссёром из Азии, завоевавшим главный приз Каннского фестиваля и постановщиком первого советско-японского фильма «Маленький беглец» (1966).

## Биография

### Ранние годы
Кинугаса родился в 1896 году в городке Камеяма префектуры Миэ. У его отца Садаскэ Когамэ, состоятельного владельца табачной лавки, и матери Камэ было четверо сыновей. Старший из братьев впоследствии стал третьим мэром Камэямы, а младший из братьев Юдзо тоже стал кинорежиссёром. С 1910 года, после окончания средней школы для мальчиков, Тэйноскэ начал посещать частную школу Дзюку Сасаямы, готовившую актёров для театра кабуки. Овладев амплуа «ояма», то есть исполнением женских ролей, что было традицией японского театра, где женщинам появляться на сцене было запрещено, после противостояния этому занятию со стороны его родителей, в 1913 году юноша ушёл из дома. C 1915 года выступал как «оннагата» (то есть актёр на женские роли) в составах различных театральных трупп.

### Первые работы в кино
Именно как «оннагата» Кинугаса дебютировал и на киноэкране (в раннем японском кинематографе, во многом опиравшемся на искусство кабуки, женские роли также исполнялись мужчинами). Кинугаса начал свою деятельность на экране с 1917 года в студии Мукодзима кинокомпании «Никкацу». Всего за год он снялся в 44 фильмах (а за пять лет актёрской деятельности на экране выступил в 130 кинолентах), став звездой среди актёров «оннагата». Дальновидный Кинугаса одним из первых понял, что амплуа «ояма» перспектив не имеет и был в числе тех, кто организовал движение протеста против старой традиции. Парадоксально, что как раз сам Кинугаса в 1920 году не только сочинил сценарий своей первой постановки в качестве режиссёра «Смерть сестры» (сорежиссёр Сигэнори Саката), но и сам сыграл в нём роль сестры. Тем не менее, «Революция актрис» победила… Уже в 1921 году на японском киноолимпе засверкала яркой звездой первая женщина-актриса Сумико Курисима, а Кинугаса с 1922 года окончательно переходит в режиссуру. Выступив в качестве сорежиссёра Тому Утиды на постановке киноленты «Смелый полицейский Кониси», он в том же 1922 году делает первый самостоятельно поставленный фильм «Искра». В сентябре 1922 года пост генерального директора студии Мукодзима занимает считающийся основоположником японской киноиндустрии Сёдзо Макино. В 1923 году Макино объявляет о наборе режиссёров для своей новой независимой компании Makino Film Productions, куда Кинугаса и перешёл (в числе других 12-ти беглецов со студии «Никкацу»). Поставив на студии Макино за пару лет около трёх десятков кинокартин, в 1925 году Кинугаса ставит для Объединённой ассоциации деятелей киноискусства (Рэнгоэйгагэйдзюцука кёкай, — это объединение также связано с именем Макино) фильм «Солнечный диск» с Энноскэ Итикавой в главной роли. Фильм этот утерян, но как пишут критики, основываясь на воспоминаниях очевидцев тех лет, эта работа уже была отмечена новаторскими приёмами и имела проблемы с комитетом по цензуре, по требованию которого была переименована в «Церковный блеск». На этом проекте Кинугаса познакомился с писателем Риити Ёкомицу, представителем авангардистского движения в японской литературе. Оба художника, стремившиеся к обновлению в искусстве, сблизились на почве общих духовных интересов.

### Страница безумия
В 1926 году Кинугаса основал собственную производственную компанию Kinugasa eiga renmei (衣笠映画聯盟), на которой приступает к постановке одного из самых известных произведений японского раннего кинематографа «Страница безумия». Это смелый экспериментальный фильм, открывший новые горизонты в японском кино, которое быстро развивалось от традиционных, вдохновлённых кабуки форм до некоего абстрактного и сюрреалистического экспрессионизма, наиболее ярко воплощённого в немецком немом шедевре «Кабинет доктора Калигари». «Страница безумия» была японским аналогом «Калигари» (хотя по заверениям Кинугасы, он не видел немецкий фильм, когда приступал к съёмкам своего проекта). Фильм был полон ракурсов камеры, которые искажали реальность и привлекались другие абсурдистские стилистические приёмы, которые были популярны у экспрессионистов.
В 59-минутном фильме рассказывалось о попытках старика вызволить свою жену из психиатрической клиники, но она боится покинуть пределы своего убежища. Кинугаса создал галлюциногенный мир теней, пугающих фигур и фрагментированных перспектив. Фильм был поставлен на основе сценария, написанного для Кинугасы известным писателем Ясунари Кавабатой. В создании сценария принимал участие и друг Кинугасы Риити Ёкомицу (однако в настоящее время принято считать, что сценарий является плодом содружества коллектива авторов: Кавабаты, Кинугасы, Банкё Савады и Минору Инудзуки).
Фильм помог вдохновить других японских режиссёров на продолжение производства фильмов, способствующих созданию уникального национального кинематографического языка. На протяжении почти полувека, считалось, что «Страница безумия», одна из самых необычных кинолент немого периода, была безвозвратно утеряна, пока Кинугаса не обнаружил копию фильма в своей кладовой в 1971 году. При восстановлении фильма Кинугаса удалил большое количество интертитров, которых было итак мало изначально и некоторые из более традиционных сцен, дабы сделать фильм более авангардным, чем это было изначально в оригинальной версии. Режиссёр добавил современную музыкальную партитуру, а затем дал фильму новую жизнь на международном уровне с большим признанием. Сегодня он признаётся шедевром мирового кино.

### Международное признание
Прокат «Страницы безумия» был малоудачным. В обычных кинотеатрах от него отказались прокатчики, и только благодаря расположению владельца кинотеатра Мусасино его удалось показать ограниченным прокатом (пояснения к фильму давал Мусэй Токугава). В этом кинотеатре обычно демонстрировались зарубежные киноленты.
Для того, чтобы вернуть взятые взаймы деньги, которые пошли на постановку фильма «Страница безумия», Кинугаса заключил контракт с крупнейшей на тот момент кинокомпанией «Сётику», влившись в её ряды в качестве постановщика популярных у японского массового зрителя фильмов жанра дзидайгэки. Так в его фильмографии появились фильмы «Одзё Китидзо», «Чертополох», «Звезда супружеской пары» (все — 1927), в которых Кинугаса использовал восходящую звезду экрана — 19-летнего Тёдзиро Хаяси (раннее имя в будущем известного как Кадзуо Хасэгава), игравшего роли «оннагата» в кансайском кабуки. Но коммерческий успех этих кинолент обеспокоил жившего в душе Кинугасы художника. Он решил бросить все силы на одну художественную авантюру, подобную той, которую он совершил, создав «Страницу безумия». Так появился фильм «Перекрёсток» (1928), — яркая мелодрама о физических и психологических страданиях молодого человека после того, как он был ранен, а затем ослеплён в поединке из-за гейши, в которую он влюблён. По своей экспрессионистской эстетике фильм близок к «Странице безумия», в нём отчётливо просматривается влияние немецкого «каммершпиля» и разработанных советскими режиссёрами приёмов монтажа.
Кинематографические набеги Кинугасы на глубоко психологическую территорию усугубили его хроническую депрессию. Он покинул Японию в поисках своего эмоционального настроя и много путешествовал в течение двух лет по всей Европе и США. В свою поездку он захватил коробки с законченным фильмом «Перекрёсток», который представил в Москве (где познакомился с Сергеем Эйзенштейном и брал у него уроки мастерства), Берлине, Лондоне, Париже и Нью-Йорке. Это было первым вторжением японского кино на западные экраны, за двадцать два года до «Расёмона» (1950) Акиры Куросавы. Фильм был закуплен для проката во многих странах мира, где он демонстрировался под названием «Тени Ёсивары». Европейские и американские критики были в восторге от использования режиссёром крупных планов и изобразительных ракурсов камеры.

### 1930-е:«Сётику»
В 1931 году Кинугаса вернулся уже в другую Японию: в обстановке милитаризации и роста национализма художественный радикализм больше не приветствуется. Режиссёр начинает работать на крупных киностудиях. Теперь он придерживается, в основном, традиционного направления, отдавая дань более привычной поэтике «психологического повествования». Тем не менее, расширив свой кругозор, познакомившись с большим количеством передовых западных и советских фильмов, в некоторых из его работ этого периода ощущается влияние мастеров мирового кино. Об этом можно судить хотя бы по фильму «Перед рассветом» (1931), одном из лучших в жанре кэйко-эйга, о страданиях и последующем восстании группы проституток. В характере монтажа, применённого в этом фильме, чувствовалось непосредственное влияние Эйзенштейна.
В большинстве фильмов периода 1930-х годов режиссёр обращался к традиционным для японского кинематографа дзидайгэки (историческим эпосам). В 1932 году Кинугаса снял первый в своей карьере звуковой дзидайгэки «Уцелевшие синсэнгуми» о группе самураев, направленных в период реставрации Мэйдзи в Киото противостоять роялистскому движению. Обретя уверенность в использовании звука, режиссёр экранизировал великую классическую пьесу XVIII века «Тюсингура» (известную также под названием «47 верных ронинов»): Кинугаса экранизировал её с участием актёров кабуки, в которой он успешно экспериментировал в области изобразительного решения и звукового монтажа, а в «Летней осаде Осакского замка» (1937) добился не условного, а точного и подробного изображения событий 350-летней давности. Монументальность декораций, мастерская композиция и выразительность массовых сцен определили значение этой картины в развитии исторических фильмов в японском кино.
Почти все его ленты, снятые до середины 1940-х годов, погибли в ходе бомбёжек и пожаров Второй мировой войны. Об этих работах режиссёра мы можем судить лишь по описаниям очевидцев и критиков той поры. Изредка находятся кое-какие из фильмов, как это было в случае со «Страницей безумия», найденной самим режиссёром в 1971 году. Две фильмокопии «Перекрёстка» были найдены относительно недавно в киноархивах СССР и Германии. В 1952-м американские оккупанты отдали японцам отредактированную версию популярного хита 1930-х годов «Месть актёра» (около 30 % от исходного материала). Его версия «Мести актёра» (1935-36), позже переделанная Коном Итикавой в стиле модерн, как отмечает знаток японского кино, американский критик Александр Джейкоби: «была хорошо сделанным коммерческим фильмом».
Критик Дэвид Шипман резюмирует о творчестве режиссёра в этот период: «Фильмы Кинугасы 1930-х годов подтверждают впечатление, что он не рассматривал камеру как просто записывающее устройство: мы можем быть удивлены количеством скольжений, съёмок с высоты птичьего полёта, внезапных крупных планов — каждые из которых правильно сопоставлены с изображениями с обеих сторон. Ясно, что Кинугаса вместе со своими сверстниками более свободно использовал этот „декоративный“ подход к историческим сюжетам: если вы сравните его самый популярный фильм „Месть актёра“ с ремейком Итикавы, вы увидите, что многие кадры вторичны, несмотря на потрясающее добавление цвета и широкий экран. (Один и тот же актёр, Кадзуо Хасэгава, появляется в обоих лентах, но в первой под псевдонимом Тёдзиро Хаяси.)»
Другой американский критик Дэрил Уильям Дэвис высоко оценил визуальную красоту и гуманность ленты «Битва при Каванакадзима» (1941), в которой рассказывается о преходящем романе молодого солдата перед началом войны и его отношениях с местной женщиной.

### 1940-е:«Тохо»
Кинугаса становится главным режиссёром студии, причём продуктивным. В 1930-х годах он поставил 17 фильмов, а в 1940-е снял ещё 9, несмотря на Вторую мировую войну. В 1950-х он стал ещё более активным и добавил в свою фильмографию 24 работы. Впрочем, несмотря на звёздный статус в кинокомпании, Кинугаса всё же покинул «Сётику» в 1939 году, присоединившись к более молодой и перспективной кинокомпании «Тохо». Вплоть до начала 1950-х годов он изменял и излюбленному жанру дзидайгэки (историческим драмам), иногда обращаясь в военные и первые послевоенные годы к гэндайгэки (фильмам современной тематики). В годы войны ставил фильмы в русле национальной политики: об английских шпионах, о молодом индийском принце, борющемся за независимость своей родины, или, например, тенденциозную, проникнутую паназиатскими идеями кинокартину «Вперёд, под знамёна независимости!» (1943), в которой показаны молодые японские патриоты.
После капитуляции Японии в 1945 году, когда штаб американских оккупационных войск поставил кино под контроль, подразделив фильмы на так называемые «идейные», ставящие целью «учить японский народ демократии», и развлекательные, Кинугаса снял картину идейную и вместе с тем имевшую ошеломляющий успех у массового зрителя — «Одна ночь господина» (1946). Эта комедия, действие которой развивается в первые годы эпохи Мэйдзи, обличала феодальные порядки и доказывала необходимость установления новых демократических отношений между людьми. В 1947 году Кинугаса поставил ещё один «идейный» фильм «Актриса», рассказывающий о судьбе одной из первых эмансипированных японок, актрисе Сумако Мацуи, совершившей самоубийство в 1918 году. Ей же посвящена и вышедшая в том же году кинолента «Любовь актрисы Сумако» режиссёра Кэндзи Мидзогути.

### 1950-е—1960-е:«Дайэй»
В 1950-е и 1960-е годы режиссёр снял ряд фильмов на исторические темы с интересными цветовыми решениями и новаторским использованием широкого экрана. Неожиданный международный успех «Расёмона» Акиры Куросавы (1950) подвиг японских кинопредпринимателей к продвижению на Западе исторических драм. Фильм Кинугасы «Будда открывает глаза» (1952, в мировом прокате известен под названием «Легенда о Великом Будде») следовал этой тенденции, вышел в прокат некоторых западных стран, но уже вскоре был забыт. В 1953 году режиссёр какое-то время провёл в Голливуде, где внимательно изучал различные цветовые процессы и достоинства широкоэкранного формата. В том же году он снял «Врата ада», первый цветной фильм кинокомпании «Дайэй», с которой режиссёр сотрудничал на последнем этапе своей карьеры (в 1950-е и 1960-е гг.) и первый фильм в Eastmancolor в Японии. С этим фильмом Кинугаса в 1954 году вновь (во второй раз, после успеха на Западе его немой кинокартины «Перекрёсток») получает международное признание: «Вратам ада» присуждён Гран-при Каннского кинофестиваля, а затем и «Оскар» (почётная награда лучшему фильму на иностранном языке). Современные исследователи кино и критики, уже иначе оценивающие эту киноленту, немного в недоумении от её былого триумфа. Так, например, Александр Джейкоби в своём справочнике об японских кинорежиссёрах пишет: «сегодня фильм разочаровывает: богатые кадры, сделанные в системе Eastmancolor не скрывает традиционную механику сюжета и статичность постановки». Или, мнение критика Дэвида Шипмана: «Врата ада» — изящная картина, но она остается в тени исторических (чёрно-белых) фильмов Мидзогути этого периода. Ей не хватает их силы и напряжения, широты и мастерства". Ещё ранее западных критиков, в недоумении были японские кинообозреватели. Что характерно, на родине режиссёра фильм «Врата ада» не только не был отмечен какой-либо национальной кинопремией, но даже не рассматривался в качестве номинанта. Тем не менее, остаётся непреложным фактом то, что в 1950-е годы Кинугаса наряду с Куросавой и Мидзогути способствовал признанию Японии как великой кинодержавы.
Впоследствии Кинугаса был постановщиком продолжения истории, начатой в фильме «Новая повесть о доме Тайра» (1955, реж. Кэндзи Мидзогути). Вторая часть цикла из трёх фильмов по романам Эйдзи Ёсикавы, написанных на основе средневековых сказаний о доме Тайра, снятая Кинугасой называлась «Новая повесть о доме Тайра: Ёсинака и три его женщины» (1956), третья, заключительная кинолента «Новая повесть о доме Тайра: Сидзука и Ёсицунэ» (1956) будет поставлена уже режиссёром Кодзи Сима.
На Каннском кинофестивале 1959 года получила специальное упоминание жюри за стиль и высокое качество изображения его кинолента «Белая цапля», снятая по классическому роману Цудзуми Киока.
Всего за свою кинокарьеру, закончившуюся в 1966 году постановкой первого советско-японского фильма «Маленький беглец», Кинугаса снял около 120 фильмов (из них сохранилась лишь половина). Своими новациями Тэйноскэ Кинугаса — как и его современники Кэндзи Мидзогути, Ясудзиро Одзу и Садао Яманака — помогал японскому кинематографу обрести свой язык, свой неподражаемый голос.
Кинугаса умер в 1982 году в возрасте 86 лет у себя дома в Укё (Киото) от инсульта. Похоронен в погребальном буддийском храме Tōji-in, расположенном в районе Кита города Киото.

### Личная жизнь
В 1936 году Тэйноскэ Кинугаса сочетался узами брака с актрисой Акико́ Тихая́, исполнявшей с 1927 года роли во множестве его кинолент, в том числе главную роль в немом шедевре «Перекрёсток».

## Награды и номинации
Кинопремия «Майнити» (1947)
- Премия за лучший фильм 1946 года — «Одна ночь господина»

Каннский кинофестиваль
- Каннский кинофестиваль 1953

- Номинация на Гран-при — «Будда открывает глаза»

- Каннский кинофестиваль 1954

- Гран-при — «Врата ада»

- Каннский кинофестиваль 1959

- Специальное упоминание за стиль и высокое качество изображения — «Белая цапля»

Кинофестиваль в Локарно (1954)
- Приз фильму «Врата ада»

Премия журнала «Кинэма Дзюмпо»

- Номинация на премию за лучший фильм 1926 года — «Страница безумия».
- Номинация на премию за лучший фильм 1928 года — «Перекрёсток».
- Номинация на премию за лучший фильм 1932 года — «47 верных ронинов».
- Номинация на премию за лучший фильм 1933 года — «Два фонаря».
- Номинация на премию за лучший фильм 1934 года — «Меч и бойцы сумо в круге».
- Номинация на премию за лучший фильм 1935 года — «Месть актёра».
- Номинация на премию за лучший фильм 1937 года — «Летняя осада Осакского замка».
- Номинация на премию за лучший фильм 1946 года — «Одна ночь господина».
- Номинация на премию за лучший фильм 1947 года — «Актриса».
- Номинация на премию за лучший фильм 1952 года — «Будда открывает глаза».
- Номинация на премию за лучший фильм 1966 года — «Маленький беглец».

Медаль Почёта с пурпурной лентой (1958)
Орден Восходящего солнца 4 класса (1967)

## Фильмография
Серым цветом выделены утерянные фильмы
| Фильмография Тэйноскэ Кинугасы (только режиссёрские работы) | Фильмография Тэйноскэ Кинугасы (только режиссёрские работы)     | Фильмография Тэйноскэ Кинугасы (только режиссёрские работы) | Фильмография Тэйноскэ Кинугасы (только режиссёрские работы)                    | Фильмография Тэйноскэ Кинугасы (только режиссёрские работы)                     | Фильмография Тэйноскэ Кинугасы (только режиссёрские работы) |
| Год                                                         | Название по-русски                                              | Оригинальное название                                       | Транслитерация по системе Поливанова                                           | Английское название в международном прокате                                     | Дополнительные сведения (жанр, актёры, студия и др.) |
| ----------------------------------------------------------- | --------------------------------------------------------------- | ----------------------------------------------------------- | ------------------------------------------------------------------------------ | ------------------------------------------------------------------------------- | --- |
| 1920-е годы                                                 |                                                                 |                                                             |                                                                                |                                                                                 | |
| 1920                                                        | «Смерть сестры»                                                 | 妹の死                                                      | Имото-но си                                                                    | The Death of My Sister                                                          | Сорежиссёр — Сигэнори Саката. Премьера — 5.12.1920. Кинугаса также автор сценария и исполнитель главной женской роли. Пр-во «Никкацу» |
| 1922                                                        | «Смелый полицейский Кониси»                                     | 噫小西巡査                                                  | А: кониси дзюнса                                                               | Police Officer Konishi                                                          | Сорежиссёр — Тому Утида. Кинугаса также исполнитель одной из ролей. Продюсер — Сёдзо Макино. Пр-во Makino Kyōiku eiga seisakusho. Прокат — «Никкацу» |
| 1922                                                        | «Искра»                                                         | 火華                                                        | Хибана                                                                         | Spark                                                                           | Кинугаса также исполнитель одной из ролей, среди др. актёров — Тому Утида. Фильм-драма по роману Кана Кикути. Пр-во Makino Kyōiku eiga seisakusho. Прокат — «Никкацу» |
| 1922                                                        | «Меморандум газетного репортёра»                                | ある新聞記者の手記                                          | Ару симбун кися-но сюки                                                        | Memorandum of a Newspaper Journalist                                            | Среди актёров — Тому Утида. Пр-во Makino Kyōiku eiga seisakusho |
| 1923                                                        | «Свечение моря»                                                 | 不知火                                                      | Сиранухи                                                                       | Sea-Fire                                                                        | Кинугаса также сценарист и актёр. Фильм-драма по произведению Микихико Нагаты. Пр-во Makino Kyōiku eiga seisakusho. Прокат — «Никкацу» |
| 1923                                                        | «Две птички»                                                    | 二羽の小鳥                                                  | Нива-но котори                                                                 | Two Little Birds Kano                                                           | Кинугаса также сценарист. Фильм-драма. Пр-во Makino eiga seisakusho (Tōjiin satsueijo) |
| 1923                                                        | «Пересекая ту гору»                                             | 彼の山越えて                                                | Ка-но яма коэтэ                                                                | Crossing That Mountain                                                          | Фильм-драма по роману Сэйка Сиба. Пр-во Makino eiga seisakusho (Tōjiin satsueijo) |
| 1923                                                        | «Жизненные пути» («Всматриваясь в человека»)                    | 人生を視めて                                                | Дзинсэй о мицумэтэ                                                             | Ways of Life                                                                    | Кинугаса также сценарист. Пр-во Makino eiga seisakusho (Tōjiin satsueijo) |
| 1923                                                        | «Песня ласточки»                                                | 燕の歌                                                      | Цубамэ-но ута                                                                  | Swallow’s Song                                                                  | Кинугаса также сценарист. Пр-во Makino eiga seisakusho (Tōjiin satsueijo) |
| 1923                                                        | «Золотой демон» (фильм в двух частях)                           | 金色夜叉                                                    | Кондзики яся                                                                   | The Golden Demon: Miya’s Reel                                                   | Кинугаса также сценарист. Пр-во Makino eiga seisakusho (Tōjiin satsueijo) |
| 1923                                                        | «Дух пруда»                                                     | 魔の池                                                      | Ма-но икэ                                                                      | Spirit of the Pond                                                              | Кинугаса также сценарист. Пр-во Makino eiga seisakusho (Tōjiin satsueijo) |
| 1923                                                        | «За гранью разложения» («По ту сторону расцвета и увядания»)    | 凋落の彼方へ                                                | Тёраку-но каната э                                                             | Beyond Decline                                                                  | Кинугаса также сценарист. Пр-во Makino eiga seisakusho (Tōjiin satsueijo) |
| 1924                                                        | «Секрет жены»                                                   | 妻の秘密                                                    | Цума-но химицу                                                                 | Secret of a Wife                                                                | По роману Юхо Кикути. Пр-во Makino eiga seisakusho (Tōjiin satsueijo) |
| 1924                                                        | «Её судьба» (фильм в двух частях)                               | 彼女の運命                                                  | Канодзё-но уммэй                                                               | She Has Lived Her Destiny (Parts 1 and 2)                                       | Кинугаса также сценарист. Фильм-драма по роману Юхо Кикути. Пр-во Makino eiga seisakusho (Tōjiin satsueijo) |
| 1924                                                        | «Любовь»                                                        | 恋                                                          | Кои                                                                            | Love                                                                            | Мелодрама по роману Ивао Мори. С участием актрисы Сидзуко Мори. Пр-во Makino eiga seisakusho (Tōjiin satsueijo) |
| 1924                                                        | «Туман и дождь»                                                 | 桐の雨                                                      | Кири-но амэ                                                                    | Fog and Rain                                                                    | Кинугаса также сценарист. Мелодрама по роману Сунсё Бабы. С участием актрисы Сидзуко Мори. Пр-во Makino eiga seisakusho (Tōjiin satsueijo) |
| 1924                                                        | «Одинокая деревня» («Заброшенное село»)                         | 寂しき村                                                    | Сабисики мура                                                                  | Lonely Village                                                                  | Мелодрама с участием актрисы Сидзуко Мори. Пр-во Makino eiga seisakusho (Tōjiin satsueijo) |
| 1924                                                        | «Счастливый старик» (к/м)                                       | 花咲爺                                                      | Ханасака Дзидзи                                                                | Happy Old Man                                                                   | Кинугаса также сценарист. Экранизация японской сказки. Пр-во Makino eiga seisakusho (Tōjiin satsueijo) |
| 1924                                                        | «Дух детектива Юри»                                             | 鬼神 由利刑事                                               | Кисин Юри кэйдзи                                                               | Detective Yuri                                                                  | Кинугаса также сценарист. Пр-во Makino eiga seisakusho (Tōjiin satsueijo) |
| 1924                                                        | «Обучение танцам»                                               | 狂恋の舞踏                                                  | Кёрэн-но буто                                                                  | Dance Training                                                                  | Пр-во Makino eiga seisakusho (Tōjiin satsueijo) |
| 1924                                                        | «Дух бури»                                                      | 嵐の精霊                                                    | Араси-но сэйрэй                                                                | Spirit of the Tempest                                                           | Фильм-драма. Пр-во Makino eiga seisakusho (Tōjiin satsueijo) |
| 1924                                                        | «Так началась любовь»                                           | 恋とはなりぬ                                                | Кой то ва нарину                                                               | Thus It Turned Love                                                             | Мелодрама с участием Сидзуко Мори. Пр-во Tōa kinema (Tōjiin satsueijo) |
| 1924                                                        | «Нога»                                                          | 足                                                          | Аси                                                                            | The Foot                                                                        | Фильм-драма с участием Рюноскэ Цукигаты. Пр-во Tōa kinema (Tōjiin satsueijo) |
| 1924                                                        | «Кража»                                                         | 盗                                                          | Тоо                                                                            | The Theft                                                                       | Фильм-драма. Пр-во Tōa kinema (Tōjiin satsueijo) |
| 1924                                                        | «Пара сосен у барьера»                                          | 関の夫婦松                                                  | Сэки-но фуфумацу                                                               | Twin Pines at the Barrier                                                       | Фильм-драма с участием Тэруко Макино. Пр-во Tōa kinema (Tōjiin satsueijo) |
| 1925                                                        | «Еретичка»                                                      | 邪宗門の女                                                  | Дзясюмон-но онна                                                               | A Woman’s Heresy                                                                | Фильм-драма. Пр-во Tōa kinema (Tōjiin satsueijo) |
| 1925                                                        | «Любовь и воин»                                                 | 恋と武士                                                    | Кои то буси                                                                    | Love and a Warrior                                                              | Кинугаса также сценарист. Историческая драма (дзидайгэки) с участием Цумасабуро Бандо. Пр-во Tōa Makino (Tōjiin satsueijo) |
| 1925                                                        | «Двойное самоубийство»                                          | 心中宵待草                                                  | Синдзю ёматигуса                                                               | Double Suicide                                                                  | Кинугаса также сценарист. Историческая драма (дзидайгэки) с участием Рюноскэ Цукигаты. Пр-во Tōa Makino (Tōjiin satsueijo) |
| 1925                                                        | «Ханпэйта, мастер фехтования»                                   | 月形半平太                                                  | Hanpeita, Master Swordsman                                                     | Цукигата Ханпэйта                                                               | Сохранилось 13 мин. из 24 мин. Историческая драма (дзидайгэки) с участием Сёдзиро Савады. Пр-во Rengō eiga geijutsuka kyōkai |
| 1925                                                        | «Битва в Мидагахаре»                                            | 弥陀ケ原の殺陣                                              | Мидагахара-но сацудзин                                                         | Slaughter at Midagahara                                                         | Кинугаса также сценарист. Историческая драма (дзидайгэки) с участием Кэнсаку Хары. Пр-во Rengō eiga geijutsuka kyōkai |
| 1925                                                        | «Солнечный диск»                                                | 日輪                                                        | Нитирин                                                                        | The Sun                                                                         | Продюсер — Сёдзо Макино. Историческая драма (дзидайгэки) по рассказу Риити Ёкомицу. С участием Энноскэ Итикавы. Пр-во Makino purodakushon (Omuro satsueijo) |
| 1925                                                        | «Ещё одна девушка»                                              | エキストラガール                                            | Экисутора гару                                                                 | Extra Girl                                                                      | Сорежиссёр — Микито Яманэ. Историческая драма (дзидайгэки) с участием Масахиро Макино. Пр-во Makino purodakushon (Omuro satsueijo) |
| 1926                                                        | «Тэнъитибо и Иганоскэ» (ср/м)                                   | 天一坊と伊賀亮                                              | Тэнъитибо то Иганосукэ                                                         | Tenichibo and Iganosuke                                                         | Сохранилось около 25 мин. из 44 мин. Сорежиссёр — Сёдзо Макино. Историческая драма (дзидайгэки). Пр-во Rengō eiga geijutsuka kyōkai / Shunjū-za |
| 1926                                                        | «Страница безумия»                                              | 狂った一頁                                                  | Курутта иппэйдзи                                                               | A Page of Madness                                                               | Кинугаса также сценарист. Среди др. сценаристов — Ясунари Кавабата. Пр-во Kinugasa Productions / National Film Art / Shin Kankaku-ha Eiga — Renmei purodakushon |
| 1926                                                        | «Яркое солнце закрывают облака» (фильм в двух частях)           | 照る日くもる日                                              | Тэру хи кумору хи                                                              | The Shining Sun Becomes Clouded                                                 | Историческая драма (дзидайгэки) по роману Дзиро Осараги. Пр-во Kinugasa eiga renmei haikyū. Прокат — «Сётику» |
| 1926                                                        | «История»                                                       | 話                                                          | Ханаси                                                                         | Story                                                                           | Кинугаса также автор сюжета. Пр-во Makino purodakushon (Omuro satsueijo) |
| 1926                                                        | «Вундеркинд»                                                    | 麒麟児                                                      | Кириндзи                                                                       | The Prodigy                                                                     | Фильм-драма по роману Миэкити Судзуки (он же и написал сценарий). Пр-во Kinugasa eiga renmei haikyū. Прокат — «Сётику» |
| 1927                                                        | «Хроника молнии»                                                | 稲妻双紙                                                    | Инадзума дзоси                                                                 | Chronicle of Lightning                                                          | Историческая драма (дзидайгэки) по произведению Минору Инудзуки (он же и написал сценарий). Пр-во Kinugasa eiga renmei haikyū. Прокат — «Сётику» |
| 1927                                                        | «Одзё Китидзо»                                                  | お嬢吉三                                                    | Одзё Китидзо                                                                   | Miss Thief Kichizo                                                              | Историческая драма (дзидайгэки) по произведению Нанбоку Кэма. С участием Тёдзиро Хаяси (псевдоним Кадзуо Хасэгавы). Пр-во Kinugasa eiga renmei haikyū / «Сётику» |
| 1927                                                        | «Чертополох»                                                    | 鬼あざみ                                                    | Они адзами                                                                     | The Horse Thistle                                                               | Историческая драма (дзидайгэки) с участием Тёдзиро Хаяси (псевдоним Кадзуо Хасэгавы). Сценарий Тайдзо Фуюсимы. Пр-во Kinugasa eiga renmei haikyū / «Сётику» |
| 1927                                                        | «Эпоха верности императору»                                     | 勤王時代                                                    | Кинно дзидай                                                                   | Epoch of Loyalty                                                                | Историческая драма (дзидайгэки) с участием Тёдзиро Хаяси (псевдоним Кадзуо Хасэгавы). Пр-во Kinugasa eiga renmei haikyū / «Сётику» |
| 1927                                                        | «Звезда супружеской пары»                                       | 女夫星                                                      | Мётобоси                                                                       | Star of Married Couples                                                         | Мелодрама с уч. Тёдзиро Хаяси (псевдоним Кадзуо Хасэгавы). Сц. Тайдзо Фуюсимы (на основе своего произведения). Пр-во Kinugasa eiga renmei haikyū / «Сётику» |
| 1927                                                        | «Правительственный корабль»                                     | 御用船                                                      | Гоёсэн                                                                         | The Government Vessel                                                           | Историческая драма (дзидайгэки) с уч. Тёдзиро Хаяси (псевдоним Кадзуо Хасэгавы). Сц. Тайдзо Фуюсимы (по своему роману). Пр-во Kinugasa eiga renmei haikyū / «Сётику» |
| 1927                                                        | «Казуар»                                                        | 火食鳥                                                      | Хикуйдори                                                                      | Cassowary                                                                       | Историческая драма (дзидайгэки). Сценарий Тайдзо Фуюсимы (на основе своего произведения). Пр-во Kinugasa eiga renmei haikyū. Прокат — «Сётику» |
| 1927                                                        | «Смелый солдат на заре»                                         | 暁の勇士                                                    | Акацуки-но юси                                                                 | A Brave Soldier at Dawn                                                         | Историческая драма (дзидайгэки) с уч. Тёдзиро Хаяси (псевдоним Кадзуо Хасэгавы). Сц. Тайдзо Фуюсимы (по своему роману). Пр-во Kinugasa eiga renmei haikyū / «Сётику» |
| 1927                                                        | «Игра в сугуроку в паланкине» (к/м)                             | 道中双六駕籠                                                | Дотю сугуроку каго                                                             | The Palanquin                                                                   | Историческая драма (дзидайгэки). Сценарий Синтаро Мимуры (на основе своего произведения). Пр-во Kinugasa eiga renmei haikyū. Прокат — «Сётику» |
| 1927                                                        | «Безумие при луне»                                              | 月下の狂刃                                                  | Гэкка-но кёдзин                                                                | Moonlight Madness                                                               | Историческая драма (дзидайгэки) с участием Тёдзиро Хаяси (псевдоним Кадзуо Хасэгавы). Пр-во Kinugasa eiga renmei haikyū / «Сётику» |
| 1928                                                        | «Красавец-юноша»                                                | 弁天小僧                                                    | Бэнтэн кодзо                                                                   | Benten Boy / Gay Masquerade                                                     | Сохранилось 11 мин. из 70 мин. Историческая драма (дзидайгэки) с участием Тёдзиро Хаяси (псевдоним Кадзуо Хасэгавы). Пр-во Kinugasa eiga renmei haikyū / «Сётику» |
| 1928                                                        | «Тайные документы»                                              | 京洛秘帖                                                    | Кэйраку хитё                                                                   | The Secret Documents                                                            | Историческая драма (дзидайгэки) с участием Тёдзиро Хаяси (псевдоним Кадзуо Хасэгавы). Пр-во Kinugasa eiga renmei haikyū / «Сётику» |
| 1928                                                        | «Истории приморской страны»                                     | 海国記                                                      | Кайкокуки                                                                      | Tales from a Country by the Sea                                                 | Фильм-драма с участием Тёдзиро Хаяси (псевдоним Кадзуо Хасэгавы) и Кинуё Танаки. Пр-во Kinugasa eiga renmei haikyū / «Сётику» |
| 1928                                                        | «Игра в сугуроку на корабле»                                    | 道中双六船                                                  | Дотю сугуроку бунэ                                                             | Backgammon on the Road: The Boat                                                | Историческая драма (дзидайгэки). Сценарий Тайдзо Фуюсимы (на основе своего произведения). Пр-во Kinugasa eiga renmei haikyū. Прокат — «Сётику» |
| 1928                                                        | «Дьяволица»                                                     | 長恨夜叉                                                    | Тёкун яся                                                                      | Female Demon                                                                    | Историческая драма (дзидайгэки) с участием Тёдзиро Хаяси (псевдоним Кадзуо Хасэгавы). Пр-во Kinugasa eiga renmei haikyū / «Сётику» |
| 1928                                                        | «Перекрёсток»                                                   | 十字路                                                      | Дзюдзиро                                                                       | Crossroads                                                                      | Сохранилось 74 мин. из 88 мин. Кинугаса также автор сценария. Фильм-драма. Пр-во Kinugasa eiga renmei haikyū / «Сётику» |
| 1930-е годы                                                 |                                                                 |                                                             |                                                                                |                                                                                 | |
| 1931                                                        | «Перед рассветом»                                               | 黎明以前                                                    | Рэймэй идзэн                                                                   | Before Dawn                                                                     | Историческая драма (дзидайгэки) с участием Тёдзиро Хаяси (псевдоним Кадзуо Хасэгавы) и Рюноскэ Цукигаты. Сценарий Дзиро Осараги. Пр-во «Сётику» |
| 1931                                                        | «Возлюбленная иностранца»                                       | 唐人お吉                                                    | Тодзин Окити                                                                   | Okichi, Mistress of a Foreigner                                                 | Фильм-драма с участием Кокити Такады и Тосико Иидзуки. Пр-во «Сётику» |
| 1932                                                        | «Крысеныш» Дзирокити"                                           | 鼠小僧次郎吉                                                | Нэдзуми кодзо дзирокити                                                        | Jirokichi the Ratkid                                                            | Историческая драма (дзидайгэки) по роману Дзиро Осараги с участием Тёдзиро Хаяси (псевдоним Кадзуо Хасэгавы). Пр-во «Сётику» |
| 1932                                                        | «Уцелевшие синсэнгуми»                                          | 生き残った新選組                                            | Икинокотта синсэнгуми                                                          | The Surviving Shinsengumi                                                       | Кинугаса также сценарист. Историческая драма (дзидайгэки). Пр-во «Сётику» |
| 1932                                                        | «47 верных ронинов» («Тюсингура») (фильм в двух частях)         | 忠臣蔵                                                      | Тюсингура                                                                      | The Loyal Forty-Seven Ronin                                                     | Кинугаса также сценарист. Историческая драма (дзидайгэки) на основе японского народного предания. Сохранилось около 60 % из 212 мин. Пр-во «Сётику» |
| 1933                                                        | «Тэнъитибо и Иганоскэ»                                          | 天一坊と伊賀亮                                              | Тэнъитибо то Иганосукэ                                                         | Tenichibo and Iganosuke                                                         | Кинугаса также сценарист. Историческая драма (дзидайгэки) с участием Тёдзиро Хаяси (псевдоним Кадзуо Хасэгавы) и Утаэмона Итикавы. Пр-во «Сётику» |
| 1933                                                        | «Два фонаря»                                                    | 二つ燈籠                                                    | Футацу доро                                                                    | Two Stone Lanterns                                                              | Кинугаса также сценарист. Историческая драма (дзидайгэки) с участием Тёдзиро Хаяси (псевдоним Кадзуо Хасэгавы). Пр-во «Сётику» |
| 1933                                                        | «Гимпэй из Коина»                                               | 鯉名の銀平                                                  | Коина-но Гимпэй                                                                | Gimpei from Koina                                                               | Кинугаса также сценарист. Историческая драма (дзидайгэки) по произведению Сина Хасэгавы с участием Тёдзиро Хаяси (псевдоним Кадзуо Хасэгавы). Пр-во «Сётику» |
| 1934                                                        | «Токидзиро из Куцукатэ»                                         | 沓掛時次郎                                                  | Куцукатэ Токидзиро                                                             | Tokijiro of Kutsukate                                                           | Кинугаса также сценарист. Историческая драма (дзидайгэки) по произведению Сина Хасэгавы с участием Тёдзиро Хаяси (псевдоним Кадзуо Хасэгавы). Пр-во «Сётику» |
| 1934                                                        | «Двойное самоубийство среди зимних деревьев»                    | 冬木心中                                                    | Фуюки синдзю                                                                   | The Double Suicide in Winter                                                    | Кинугаса также сценарист. Историческая драма (дзидайгэки) по роману Роппуку Нукады. Пр-во «Сётику» |
| 1934                                                        | «Меч и бойцы сумо в круге»                                      | 一本刀土俵入り                                              | Иппон-гатана дохё ири                                                          | A Sword and the Sumo Ring                                                       | Кинугаса также сценарист. Историческая драма (дзидайгэки) по роману Сина Хасэгавы с участием Тёдзиро Хаяси (псевдоним Кадзуо Хасэгавы) и Ёсико Окады. Пр-во «Сётику» |
| 1934                                                        | «Побеждённый Котияма»                                           | 殴られた河内山                                              | Нагурарэта Котияма                                                             | The Beaten Kochiyama                                                            | Кинугаса также сценарист. Историческая драма (дзидайгэки) с участием Утаэмона Итикавы. Пр-во «Сётику» |
| 1935                                                        | «Усимацу во тьме»                                               | くらやみの丑松                                              | Кураями-но Усимацу                                                             | Ushimatsu in the Darkness                                                       | Кинугаса также сценарист. Историческая драма (дзидайгэки) по роману Сина Хасэгавы с участием Тёдзиро Хаяси (псевдоним Кадзуо Хасэгавы). Пр-во «Сётику» |
| 1935— 1936                                                  | «Месть актёра» «Месть актёра II» «Месть актёра III»             | 雪之丞変化 第一篇 / 雪之丞変化 第二篇 / 雪之丞変化 解決篇   | Юкинодзё хэнгэ дайиппэн / Юкинодзё хэнгэ дайнихэн / Юкинодзё хэнгэ канкэцу-хэн | An Actor’s Revenge / The Revenge of Yukinojo / Yukinojo’s Disguise              | От трёх частей сохранилось около 30 % из 310 мин. Историческая драма (дзидайгэки). Сценарий Дайскэ Ито по роману Отокити Миками. С участием Тёдзиро Хаяси (псевдоним Кадзуо Хасэгавы). Пр-во «Сётику» |
| 1937                                                        | «Летняя осада Осакского замка»                                  | 大阪夏の陣                                                  | Осака нацу-но дзин                                                             | The Summer Battle of Osaka                                                      | Кинугаса также сценарист. Историческая драма (дзидайгэки) с участием Тёдзиро Хаяси (псевдоним Кадзуо Хасэгавы). Пр-во «Сётику» |
| 1937                                                        | «Воплощённая богиня Каннон»                                     | 人肌観音                                                    | Хитохада каннон                                                                | Sacred Protector                                                                | Кинугаса также сценарист. Историческая драма (дзидайгэки) по роману Масадзиро Кодзимы. Пр-во «Сётику» |
| 1938                                                        | «История верности в Курода»                                     | 黒田誠忠録                                                  | Курода сэйтюроку                                                               | Loyalism at Kuroda                                                              | Исторический боевик (тямбара). Пр-во «Сётику» |
| 1939                                                        | «Ханпэйта Цукигата»                                             | 月形半平太                                                  | Цукигата Ханпэйта                                                              | Tsukigata Hanpeita                                                              | Историческая драма (дзидайгэки) по роману Рифу Юкитомо. Пр-во «Сётику» |
| 1940-е годы                                                 |                                                                 |                                                             |                                                                                |                                                                                 | |
| 1940                                                        | «Принцесса-змея» «Принцесса-змея 2»                             | 蛇姫様（正・続編）                                          | Хэбихимэсама Дзоку Хэбихимэсама                                                | Snake Princess Snake Princess 2                                                 | Кинугаса также сценарист. Историческая драма (дзидайгэки) по роману Мацутаро Кавагути. С участием Тёдзиро Хаяси (псевдоним Кадзуо Хасэгавы), Такако Ириэ, Исудзу Ямады, Сэцуко Хары. Пр-во «Сётику» |
| 1941                                                        | «Битва при Каванакадзима»                                       | 川中島合戦                                                  | Каванакадзима кассэн                                                           | The Battle of Kwanakajima                                                       | Кинугаса также сценарист. Историческая драма (дзидайгэки) по роману Мицуо Миуры. С участием Дэндзиро Окоти, Кадзуо Хасэгавы, Такако Ириэ, Исудзу Ямады. Пр-во «Тохо» |
| 1943                                                        | «Вперёд, под знамёна независимости!»                            | 進め独立旗                                                  | Сусумэ, докурицуки                                                             | Forward, Flag of Independence!                                                  | Военная драма с участием Кадзуо Хасэгавы, Такако Ириэ, Масаюки Мори. Пр-во «Тохо» |
| 1945                                                        | «Роза иностранного шпиона»                                      | 間諜海の薔薇                                                | Кантё, уми-но бара                                                             | Rose of the Sea                                                                 | Фильм-драма с участием Сусуму Фудзиты, Юкико Тодороки, Харуко Сугимуры. Пр-во «Тохо» |
| 1946                                                        | «Одна ночь господина»                                           | 或る夜の殿様                                                | Ару ё-но тоносама                                                              | Lord for a Night                                                                | Комедия на историческом материале (дзидайгэки). С участием Кадзуо Хасэгавы, Сусуму Фудзиты, Дэндзиро Окоти, Исудзу Ямады, Хидэко Такаминэ. Пр-во «Тохо». Премия «Майнити» лучшему фильму 1946 года |
| 1947                                                        | «Четыре истории любви» (киноальманах, новелла 4 — «Цирк любви») | 四つの恋の物語 第四話 恋のサーカス                          | Ёцу-но кои-но моногатари дай си-ва кой-но са: касу                             | Four Love Stories                                                               | киноальманах из 4-х новелл. Режиссёры др. эпизодов: Сиро Тоёда, Микио Нарусэ, Кадзиро Ямамото. Пр-во «Тохо» |
| 1947                                                        | «Актриса»                                                       | 女優                                                        | Дзёю                                                                           | Actress                                                                         | Кинугаса также сценарист. Фильм-драма с участием Исудзу Ямады, Акитакэ Коно, Такаси Симуры, Хисая Морисигэ. Пр-во «Тохо» |
| 1948— 1949                                                  | «Рыба-прилипала. Часть I» «Рыба-прилипала. Часть II»            | 小判鮫 第1部 / 小判鮫 第2部                                 | Кобандзамэ дайитибу дото-хэн / Кобандзамэ дайнибу айдзо-хэн                    | Remora: Part One: Angry Waves Chapter / Remora: Part Two: Love and Hate Chapter | Сохранилось около 60 % от исходных 191 мин. Кинугаса также сценарист. Историческая драма (дзидайгэки) с участием Кадзуо Хасэгавы и Исудзу Ямады. Пр-во «Тохо» |
| 1949                                                        | «Особняк Кога»                                                  | 甲賀屋敷                                                    | Кога ясики                                                                     | Koga Mansion                                                                    | Кинугаса также сценарист. Историческая драма (дзидайгэки) с участием Кадзуо Хасэгавы и Исудзу Ямады. Пр-во «Дайэй» |
| 1950-е годы                                                 |                                                                 |                                                             |                                                                                |                                                                                 | |
| 1950                                                        | «Лицо убийцы»                                                   | 殺人者の顔                                                  | Сацудзинся-но као                                                              | Face of a Murderer                                                              | Фильм-драма по роману Дзюна Минамикавы. В ролях: Мититаро Мидзусима, Норико Сэнгоку, Ёсико Куга. Пр-во «Тохо» |
| 1950                                                        | «Алая летучая мышь»                                             | 紅蝙蝠                                                      | Бэни комори                                                                    | The Scarlet Bat                                                                 | Кинугаса также сценарист и автор идеи. Историческая драма (дзидайгэки) с участием Кадзуо Хасэгавы, Дайскэ Като, Мицуко Мито. Пр-во «Дайэй» |
| 1951                                                        | «Перелётные птицы под луной»                                    | 月の渡り鳥                                                  | Цуки-но ватаридори                                                             | Migratory Birds Under the Moon                                                  | Кинугаса также сценарист. Историческая драма (дзидайгэки) по роману Сина Хасэгавы. В ролях: Кадзуо Хасэгава, Нобуко Отова, Дайскэ Като. Пр-во «Дайэй» |
| 1951                                                        | «Фонарь под полной луной»                                       | 名月走馬燈                                                  | Мэйгэцу сомато                                                                 | Lantern Under a Full Moon                                                       | Кинугаса также сценарист. Историческая драма (дзидайгэки). В ролях: Кадзуо Хасэгава, Мицуко Мито, Нобуко Отова. Пр-во «Дайэй» |
| 1952                                                        | «Замок кровопролития» («Кровавый замок»)                        | 修羅城秘聞 双竜の巻                                         | Сурадзё хибун — со: рю-но маки                                                 | Castle of Carnage: Twin Dragon Reel                                             | Кинугаса также сценарист. Историческая драма (дзидайгэки) по роману Киитиро Яматэ. В ролях: Кадзуо Хасэгава, Дэндзиро Окоти, Юкико Тодороки, Дайскэ Като. Пр-во «Дайэй» |
| 1952                                                        | «Замок кровопролития 2» («Кровавый замок 2»)                    | 続修羅城秘聞 飛竜の巻                                       | Дзоку сурадзё хибун — хирё-но маки                                             | Castle of Carnage: Flying Dragon Reel                                           | Кинугаса также сценарист. Историческая драма (дзидайгэки) по роману Киитиро Яматэ. В ролях: Кадзуо Хасэгава, Дэндзиро Окоти, Юкико Тодороки, Дайскэ Като. Пр-во «Дайэй» |
| 1952                                                        | «Будда открывает глаза» («Легенда о Великом Будде»)             | 大仏開眼                                                    | Дайбуцу кайгэн                                                                 | The Dedication of the Great Buddha                                              | Историческая драма (дзидайгэки) по роману Хидэо Нагаты. В ролях: Кадзуо Хасэгава, Матико Кё, Мицуко Мито, Дэндзиро Окоти, Эйтаро Одзава, Тайдзи Тонояма. Пр-во «Дайэй» |
| 1953                                                        | «Врата ада»                                                     | 地獄門                                                      | Дзигокумон                                                                     | Gate of Hell                                                                    | Кинугаса также сценарист. Историческая драма по роману Кана Кикути. В ролях: Кадзуо Хасэгава, Матико Кё. Пр-во «Дайэй». Гран-при Каннского кинофестиваля (1954), две премии «Оскар» (1955) и др. награды |
| 1954                                                        | «Дуэль снежной ночью»                                           | 雪の夜の決闘                                                | Юки-но ё-но кэтто                                                              | Duel on a Snowy Night                                                           | Кинугаса также сценарист. Историческая драма (дзидайгэки). В ролях: Дэндзиро Окоти, Митиё Когурэ, Тайдзи Тонояма, Тёко Иида. Пр-во «Дайэй» |
| 1954                                                        | «Цветочный меч» («Конец затянувшегося странствия»)              | 花の長脇差                                                  | Хана-но нагадосу                                                               | End of a Prolonged Journey                                                      | Кинугаса также сценарист. Историческая драма (дзидайгэки). В ролях: Кадзуо Хасэгава, Миэко Такаминэ, Эйтаро Одзава, Такако Ириэ. Пр-во «Дайэй» |
| 1954                                                        | «Свирепый управляющий» («Великий администратор»)                | 鉄火奉行                                                    | Тэкка бугё                                                                     | The Great Administrator                                                         | Кинугаса также сценарист. Историческая драма (дзидайгэки) по роману Киитиро Яматэ. В ролях: Кадзуо Хасэгава, Юкико Симадзаки, Кёко Кагава, Дэндзиро Окоти. Пр-во «Дайэй» |
| 1955                                                        | «История городских окраин у реки»                               | 川のある下町の話                                            | Ка-но ару ситамати-но ханаси                                                   | The Story of a River Downtown                                                   | Кинугаса также сценарист. Историческая драма (дзидайгэки) по роману Ясунари Кавабаты. В ролях: Дзюн Нэгами, Инэко Арима, Фудзико Ямамото. Пр-во «Дайэй» |
| 1955                                                        | «Может ли роза совершить путешествие» («Великий администратор») | 薔薇はいくたびか                                            | Бара ва икутаби ка                                                             | A Girl Isn’t Allowed to Love                                                    | Кинугаса также сценарист. Фильм-драма по роману Итоко Коямы. В ролях: Кадзуо Хасэгава, Дзюн Нэгами, Ёко Минамида, Аяко Вакао, Райдзо Итикава, Матико Кё, Фудзико Ямамото, Синтаро Кацу, Эйдзи Фунакоси, Эйтаро Одзава. Пр-во «Дайэй» |
| 1955                                                        | «История жены: Цветущие сливы в Юсима»                          | 婦系図 湯島の白梅                                           | Онна кэйдзу — юсима-но сираумэ                                                 | Genealogy of Women: White Plums at Yushima                                      | Кинугаса также сценарист. Фильм-драма по роману Кёки Идзуми. В ролях: Кодзи Цурута, Фудзико Ямамото, Масаюки Мори. Пр-во «Дайэй» |
| 1956                                                        | «Новая повесть о доме Тайра: Ёсинака и три его женщины»         | 新平家物語 義仲をめぐる三人の女                             | Син хэйкэ моногатари — Ёсинака о мэгуру саннин-но онна                         | New Tales of the Taira Clan: Three Women Around Yoshinaka                       | Кинугаса также сценарист. Историческая драма (дзидайгэки), вторая часть трилогии киностудии «Дайэй» по роману Эйдзи Ёсикавы, основанному на средневековом сказании о доме Тайра. Продолжение фильма Кэндзи Мидзогути «Новая повесть о доме Тайра» (1955). В ролях: Кадзуо Хасэгава, Матико Кё, Фудзико Ямамото, Хидэко Такаминэ, Дэндзиро Окоти. Пр-во «Дайэй» |
| 1956                                                        | «Искра»                                                         | 火花                                                        | Хибана                                                                         | Spark                                                                           | Кинугаса также сценарист. Фильм-драма. В ролях: Кодзи Цурута, Фудзико Ямамото, Эйдзи Фунакоси. Пр-во «Дайэй» |
| 1956                                                        | «Ханпэйта Цукигата» (фильм в двух частях)                       | 月形半平太 花の巻 嵐の巻                                    | Цукигата Ханпэйта                                                              | Hanpeita Tsukigata                                                              | Кинугаса также сценарист. Историческая драма (дзидайгэки) по роману Рифу Юкитомо. В ролях: Кадзуо Хасэгава, Матико Кё, Райдзо Итикава, Аяко Вакао, Фудзико Ямамото, Синтаро Кацу, Митиё Когурэ, Со Ямамура. Пр-во «Дайэй» |
| 1957                                                        | «Повесть о Гэндзи: Укифунэ»                                     | 源氏物語 浮舟                                               | Гэндзи моногатари — Укифунэ                                                    | The Tale of Genji: The Floating Boat                                            | Кинугаса также сценарист. Историческая драма (дзидайгэки) по роману Хидэдзи Ходзё. В ролях: Кадзуо Хасэгава, Фудзико Ямамото, Райдзо Итикава, Нобуко Отова. Пр-во «Дайэй» |
| 1957                                                        | «Тайна Наруто»                                                  | 鳴門秘帖                                                    | Наруто хитё                                                                    | Secret of Naruto                                                                | Кинугаса также сценарист. Историческая драма (дзидайгэки) по роману Эйдзи Ёсикавы. В ролях: Кадзуо Хасэгава, Райдзо Итикава, Фудзико Ямамото, Тикагэ Авасима, Осаму Такидзава. Пр-во «Дайэй» |
| 1958                                                        | «Праздник весенних цветов»                                      | 春高樓の花の宴                                              | Хару коро-но хана-но эн                                                        | Symphony of Love                                                                | Кинугаса также сценарист. Фильм-драма по роману Мацутаро Кавагути. В ролях: Кодзи Цурута, Фудзико Ямамото, Осаму Такидзава, Кэн Уэхара. Пр-во «Дайэй» |
| 1958                                                        | «Женщина из Осаки»                                              | 大阪の女                                                    | Осака-но онна                                                                  | Woman of Osaka                                                                  | Кинугаса также сценарист. Фильм-драма по роману Тосио Ясуми. В ролях: Матико Кё, Гандзиро Накамура, Эйдзи Фунакоси. Пр-во «Дайэй» |
| 1958                                                        | «Белая цапля»                                                   | 白鷺                                                        | Сирасаги                                                                       | The White Heron                                                                 | Кинугаса также сценарист. Фильм-драма по роману Кёки Идзуми. В ролях: Фудзико Ямамото, Кэйдзо Кавасаки, Эйдзиро Тоно. Пр-во «Дайэй». Специальное упоминание 12-го МКФ в Каннах (1959) |
| 1959                                                        | «Огонь любви» («Пламя страсти»)                                 | 情炎                                                        | Дзёэн                                                                          | Tormented Flame                                                                 | Кинугаса также сценарист. Фильм-драма по произведению Мацутаро Кавагути. В ролях: Фудзико Ямамото, Синтаро Кацу, Эйдзи Фунакоси. Пр-во «Дайэй» |
| 1959                                                        | «Изображение жаркого дня»                                       | かげろう絵図                                                | Кагэро эдзу                                                                    | Stop the Old Fox                                                                | Кинугаса также сценарист. Историческая криминальная драма (дзидайгэки) по роману Сэйтё Мацумото. В ролях: Райдзо Итикава, Фудзико Ямамото, Осаму Такидзава, Митиё Когурэ, Такаси Симура. Пр-во «Дайэй» |
| 1960-е годы                                                 |                                                                 |                                                             |                                                                                |                                                                                 | |
| 1960                                                        | «Бумажный фонарь»                                               | 歌行燈                                                      | Ута андон                                                                      | The Lantern                                                                     | Кинугаса также сценарист. Историческая драма (дзидайгэки) по пьесе Кёки Идзуми. В ролях: Райдзо Итикава, Фудзико Ямамото, Эйтаро Одзава. Пр-во «Дайэй» |
| 1961                                                        | «Растрёпанные волосы»                                           | みだれ髪                                                    | Мидарэгами                                                                     | Disheveled Hair                                                                 | Кинугаса также сценарист. Фильм-драма по произведению Кёки Идзуми. В ролях: Фудзико Ямамото, Синтаро Кацу, Кэйдзо Кавасаки, Таниэ Китабаяси, Тайдзи Тонояма. Пр-во «Дайэй» |
| 1961                                                        | «О-Кото и Саскэ»                                                | お琴と佐助                                                  | Окото то Сасукэ                                                                | Okoto and Sasuke                                                                | Кинугаса также сценарист. Фильм-драма по роману Дзюнъитиро Танидзаки. В ролях: Фудзико Ямамото, Кодзиро Хонго, Тацуо Ханабу, Нацуко Кахара, Кэйдзо Кавасаки. Пр-во «Дайэй» |
| 1963                                                        | «Ложь» (новелла 3 — «Три девушки»)                              | 嘘 (第三話 三女体)                                          | Усо (дайсанва — сан дзётай)                                                    | When Women Lie                                                                  | Киноальманах из трёх новелл. Сценарий новеллы Кинугасы — Канэто Синдо. В ролях: Нобуко Отова, Эйдзи Фунакоси. Режиссёры других новелл — Ясудзо Масумура, Кодзабуро Ёсимура. Пр-во «Дайэй» |
| 1963                                                        | «Таинственный монах»                                            | 妖僧                                                        | Ёсо                                                                            | The Sorcerer                                                                    | Кинугаса также сценарист. Историческая драма (дзидайгэки). В ролях: Райдзо Итикава, Юкико Фудзи, Масаё Банри, Эйтаро Одзава. Пр-во «Дайэй» |
| 1966                                                        | «Маленький беглец»                                              | 小さい逃亡者                                                | Ти: сай то: бо: ся                                                             | The Little Runaway                                                              | Первый советско-японский кинофильм. Сорежиссёр с советской стороны — Эдуард Бочаров. Фильм-драма с участием Тихару Инаёси, Юрия Никулина, Дзюкити Уно, Эйдзи Фунакоси, Матико Кё. Пр-во к/ст. им. М.Горького / «Дайэй» |

## Комментарии
1. ↑  в некоторых источниках ошибочно указывается как фильм 1921 года